# Santa Eulália (Arouca)
Santa Eulália ist eine Gemeinde (Freguesia) im portugiesischen Kreis Arouca. In ihr leben 2120 Einwohner (Stand 19. April 2021).